# Ficcionario
Ficcionario es una historieta de ciencia ficción del autor argentino Horacio Altuna, publicada en España en 1983 por la revista  1984, y al año siguiente en Argentina por la revista  Fierro.  
La obra, encuadrada en el subgénero de la distopía, se compone de episodios autoconclusivos, y cuenta las aventuras cotidianas de Beto Benedetti en un mundo plagado de corrupción, crimen y decadencia, en un futuro muy cercano. La ciudad donde suceden las historias no tiene una localización precisa, aunque parece claro que está situada en el hemisferio norte y que en ella no son muy bien tratados los sureños como Beto. 

## Lista de episodios
Los números de edición y las observaciones en cuanto al color corresponden a la revista española 1984, que es en la que se publicó la historieta por primera vez. Se indica el número de páginas de cada episodio, que es de suponer que sería el mismo en la revista argentina Fierro y en los álbumes; en estos últimos podría variar el tamaño de las páginas y, tal vez, el de las viñetas.
| Capítulo | Título         | Blanco y negro o color | pp. | 1984. N.º     |
| -------- | -------------- | ---------------------- | --- | ------------- |
| 1        | Programación   | Color                  | 4   | 50 (especial) |
| 2        | Fiel y sumiso  | B/N                    | 8   | 55            |
| 3        | El inmortal    | B/N                    | 8   | 56            |
| 4        | Love Story     | B/N                    | 8   | 57            |
| 5        | El cerco       | B/N                    | 8   | 58            |
| 6        | La bomba       | Color                  | 4   | 59            |
| 7        | El muerto      | B/N                    | 8   | 60            |
| 8        | Special Forces | Color                  | 8   | 61            |
| 9        | Ida y vuelta   | B/N                    | 8   | 62            |

## Descripción de los episodios

### Programación
Ya es de día, y vemos cómo se levanta un hombre sin muchas ganas y, después de estirarse ante la ventana, por la que vemos un paisaje hoy ya no tan futurista (ni entonces), se dirige al "bioprogramador" que tiene en casa, cosas que, una y otra, tener el aparato y usarlo cada día al levantarse, ha de hacer por obligación. Se "acomoda" en el asiento de la máquina, casi en cuclillas, y con unos cables con sensores y medidores aplicados a distintas partes del cuerpo, pulsa un botón, se oye un zumbido y el artefacto le suelta una cartita con instrucciones.
Mientras se baña, repasa la cartita, y se entera de que tiene muy alta la tensión erótica y ha de ir al centro de descarga a que le provoquen un orgasmo "biohabilitador".
Baja la escalera echando pestes de la deshumanización, son muchos pisos, y, ya en la calle, sin detenerse para que pase un coche uniplaza antigravitatorio ni detenerse éste para que pase él, entra en un bar a desayunar. En la calle, hay un policía bien armado, como para la guerra, montando guardia en la puerta; detrás de él, una pintada pacifista en la pared; y para entrar, muchos escalones.
El local está lleno de gente, y por el ambiente podría ser un establecimiento nocturno, algo que se percibe como un hecho normal en esa ciudad y en esa civilización. Las mujeres jóvenes van a pecho descubierto, hay gente que aún no se ha acostado y otra que desayuna allí, parroquianos que miran a los recién llegados, anuncios de bebida y de coca colombiana en las paredes, una bailarina erótica en una barra del fondo y, más al fondo aún, la habitación de drogas fuertes. El recién llegado se acomoda en la otra barra y pide un "Youpee-woo" con zumo, y un aspiritón. 
Al lado, le ha tocado una muchacha en suerte, ya adulta y bien simpática, hacen migas enseguida y se cuentan lo de la tensión erótica; ni el uno ni la otra tienen ganas de acercarse al centro de descarga, y deciden irse juntos para hacer las cosas como antes, y después conseguirá él tarjetas de rehabilitación.
En la calle, van congeniando mientras critican el exceso de control por parte del sistema, y vemos algunos elementos que forman parte habitual del paisaje: establecimientos que anuncian drogas visuales o eróticas, locales de destape, casas de prostitución, por primera vez un cartel que no está en inglés, sino en italiano, las aves que cuando las vimos por la ventana pensamos que eran gaviotas y resulta que son palomas (eso sí: blancas), un arco que da paso a la parte moderna de la ciudad y, a punto de cruzarlo entre los transeúntes, otro uniplaza antigravitatorio, esta vez descapotable.
Ya en casa de ella, que no es del mismo vecindario, sino que vive en el octavo nivel, y todavía sin acabar de cerrar la puerta, le pregunta él si no será una hembra artificial, y la hembra le demuestra en seguida que no; dicen qué bueno es hacer las cosas como antes, y durante los preliminares se presentan: ella es Mai, él es Beto.
Cuando ya está lista ella, se dirigen abrazados a la habitación, y a Beto le hace ilusión ver que ella tiene en casa un "Leisure 90", otro aparatito de sentarse, pero con dos plazas, una frente a otra, y cada una con un panel de mandos. Ya instalados, ella le pregunta si sabrá usarlo, porque es del año pasado; en seguida, Beto se alegra de saber que lo que está fumando es marihuana 290, la máquina ya ha arrancado y empieza el traqueteo. Qué bueno es hacer las cosas como antes.
Al acabar, se felicitan, él se viste para irse y quedan en volver a verse. Ya en la calle, en un área que por ser céntrica es multinacional, como indican oportunamente los carteles en inglés, seguimos viendo palomas y alguna polilla apoyada en la farola. Gente que viene, gente que va, los edificios modernos al fondo, un sureño con la cabeza hundida en los hombros, y las manos en los bolsillos de la chupa ...  
¡Qué mujer!
Beto aún no se ha quitado la gorra.

### "Fiel y sumiso"
De camino a casa, Beto vuelve cargado con el "bioordenador" que ha llevado a arreglar: además de la obligación de tenerlo, tiene la de encargarse de llevarlo a reparar y la de pagar el arreglo. 
Un antigrave pasa a toda velocidad y el aparatito acaba sus días en el suelo de la calle. De paso, el vehículo se ha llevado por delante también a un transeúnte. Mientras Beto toma la matrícula, los viandantes despojan al moribundo; para cuando se guarda la nota Beto y se da cuenta de lo que ha pasado, el moribundo ya está muerto y en calzoncillos, y una de las alimañas mete prisa a las otras para esfumarse cuanto antes.
En la entrada de la comisaría, avisan por una pantalla que se está bajo control, y los guardias dedican a los pobres insultos transferibles a toda su clase social. Ya en las dependencias, Beto explica el caso y el chupatintas le recoge la nota y le pide la documentación: teclea la matrícula y en seguida le advierte que como él es inmigrante, viene del sur y no tiene trabajo fijo, y el otro es de la ciudad "A", más le vale que se vaya y no moleste a gente de nivel superior. Beto pregunta qué pasará si le pillan con el "bio" roto, y el funcionario le contesta que lo deportarán, y lo despide con el mismo aire con que le han franqueado la entrada, y con una mirada feroz detrás de unas gafas de montar en moto como las que llevan siempre en el despacho los valientes. En la puerta, los guardias siguen obsequiando a los que salen igual que cuando entran.
Al teclear la matrícula, han salido en la pantalla el nombre y la dirección correspondientes. Beto los ha memorizado, y entra en la ciudad "A" después de pagar un boleto para tres horas. Allí no es como en la zona "B": huele distinto, la calle está limpia, no hay hacinamiento ni gente copulando a cambio de unas monedas de los viandantes, hasta hay antigraves (en la comisaría nos hemos enterado de que se llaman "móviles") con potencia suficiente como para sobrevolar los edificios, los que van casi a ras del suelo lo hacen por una calzada con pasos de cebra y todo, porque allí hay aceras, y bien anchas, las jóvenes casi desnudas resultan elegantes, son elegantes, y Beto se siente sucio.
Ya encontrado el portal, sube al piso y ve que la puerta del domicilio está abierta; dentro se oye música. Es la radio, que se ha quedado encendida. Parece que han entrado y lo han destrozado todo, pero hay unas tarjetas de crédito, así que no han venido a robar. En el suelo hay una mujer artificial de las caras, de las que pueden programarse para que parezcan humanas en su comportamiento, que ya parecen en su constitución externa y algo más. La criatura yace y se revuelve en una especie de ensoñación cibernética encima de un charco, que parece de sangre.
Se oyen voces que vienen del pasillo: un vecino y un guardia. El vecino dice que hace un rato ha oído estrépito y ha venido a ver qué pasaba, que lo ha encontrado todo roto y que no ha tocado nada, que tendrían que vigilar más; el guardia contesta que eso es cosa de los rateros de la zona "B", y mientras tanto Beto se guarda las tarjetas y se escabulle metiéndose en una salida de incendios, que tiene un rótulo con las instrucciones en inglés. Ya en la calle, vemos una oferta comercial más sofisticada que en la otra parte de la ciudad, pero que en el fondo responde a las mismas pasiones ... de una manera supuestamente cultivada y, eso sí, menos sangrienta: en lugar de drogas visuales hay videófonos, y en lugar de locales de prostitución con rótulos chillones, establecimientos de "bioinvestigación".
De vuelta en su zona y sabiendo que aunque encuentre al del móvil no sacará nada de él tal como están las cosas, Beto resuelve aprovecharse de las tarjetas y se encamina a un local de "relax" que siempre había querido visitar y del que es socio el desaparecido, según una de las tarjetas. Resulta ser verdad, y Beto se lo pasa en grande con las meretrices, que se portan muy bien con él. 
Casi nada más acabar, oye que están buscando a uno que ha empleado una tarjeta que no es suya, que les han avisado que el dueño murió anoche; dan el nombre del muerto y una de las chicas lo reconoce, y pregunta a las otras que si se acuerdan de él: que era "el tío del androide".
Sin darle tiempo a vestirse, Beto coge su ropa y se vuelve a escapar por una salida de incendios. En la calle, mientras se pone los pantalones, vemos que esta vez el rótulo de las instrucciones de la salida de incendios está escrito en español.
Un cartel del ministerio del orden nos recuerda, también en español, que todo extranjero ha de llevar su documentación: de no ser así al serle requerida, será objeto de las medidas correspondientes y la posterior deportación. Mientras, vemos que Beto se decide a ir a la morgue a preguntar por el cadáver por si se entera de algún familiar del fiambre y le puede sacar algo. Allí le dicen que nadie ha reclamado el cadáver, pero que alguien ha burlado la guardia y ha intentado forzar el nicho.
Beto se da cuenta de que el que casi lo atropella por la mañana y el muerto de la noche anterior no pueden ser el mismo, y se acuerda de lo de "el tío del androide".  Pensando que tal vez el finado tuviera otro sirviente artificial y que si se ha escapado y él lo encuentra tal vez pueda cobrar una recompensa, se dirige a la empresa de fabricación de esos muñecos tan caros.
Allí consigue que le atienda el propio dueño, que mientras habla con él disfruta de un vídeo donde se ve cómo apuñalan repetidamente a, supuestamente, una ginecoide de las que fabrican ellos. Beto asiste a una apología de la programación bioelectrónica del muñeco al servicio de su amo, y aprovecha para preguntar qué ocurriría si muriera el amo. El degenerado le informa de que esos ingenios están preparados para autodestruirse en un plazo de veinticuatro horas, pero que podría ocurrir cualquier cosa en ese plazo, y Beto se apresura a decirle que él sabe de uno que anda suelto. El dueño de la empresa se levanta a toda prisa para encargar que se tomen las medidas correspondientes, Beto lo sigue y, sin esperarlo, asisten a la aniquilación de la criatura que se disponían a buscar: ha llegado hasta el edificio donde había sido fabricado, se las ha arreglado para entrar y ha puesto fin a su existencia en la cabina de desintegración molecular.
El dueño de la empresa se lamenta de haber perdido algo tan costoso y de no poder darle a Beto la recompensa que sí habría podido darle si les hubiera dado tiempo a repararlo.

### "El inmortal"
El gobierno lleva a cabo una investigación sobre la prolongación de la vida humana, y para ello tienen a un hombre haciéndoles de conejillo de Indias: lo tienen en una lujosa mansión en la que controlan sus constantes vitales día a día, pero uno de esos días se les escapa. 
El hombre, armado con una pistola,  busca a alguien al azar para obligarle a que se lo lleve de juerga, a la playa, a todas partes, y Beto tiene la mala suerte de que le toque a él. El hombre le dice que si no hace lo que le demanda, cuando lo atrapen dirá que le ha prestado su ayuda, y a un inmigrante que además es del sur y tiene libros prohibidos en su casa ya se sabe lo que le pasará. 
Después de recorrer buena parte de lo que ahora ya sabemos que es la gran ciudad y tener unas cuantas aventuras, el hombre le dice a Beto que lo lleve a la playa, y Beto le contesta que salir de la metrópoli está prohibido en días laborables. El hombre dice que no importa: que lo lleve de todas maneras.
Cuando más a gusto están en la playa, aparecen a lo lejos los helicópteros. El hombre da por terminada su fuga, y Beto, que ya le ha tomado aprecio, le dice que están registrando cala por cala, y que todavía no están cerca y les da tiempo a esfumarse. El otro dice que ya no merece la pena, que lo atraparán de todas maneras: que se vaya él; se despiden y Beto se escapa.
Al día siguiente, Mai le pregunta que dónde se metió, que no consiguió localizarlo en todo el día, y Beto le contesta que estuvo con el inmortal. Ella le enseña el periódico, y Beto se entera de que el inmortal se mató al caerse de un helicóptero en el que disfrutaba de un paseo por los acantilados.

### "Love Story"
Beto se está burlando de su amigo Martín, que está enamorado y no para de hablar del objeto de sus anhelos. En ese momento, dan por los altavoces el aviso de un ataque nuclear. Para entrar en los refugios, donde se habrá de permanecer unos tres meses, se requiere la tarjeta de seguridad, y Beto, como la mayoría de los habitantes de la gran ciudad, no tiene. Martín, que quiere localizar a su dama antes de meterse en el refugio, convence a Beto de que lo acompañe diciéndole que el hermano de su amada murió en Honduras y tal vez ella conserve su tarjeta de seguridad.
Cuando llegan a la casa, se enteran por el padre de ella de que se ha ido con los demás a casa de otra hija, y desde allí irán al refugio. A él lo han dejado, porque los mayores de setenta años no son admitidos. Mientras Beto y Martín se van, el viejo se mata con una pistola.
Consiguen llegar a casa de la hermana, y encuentran un letrero en la puerta que indica el refugio que les toca, que es el mismo que le toca a Martín, y como tal vez les de tiempo a alcanzarlos y así obtener la tarjeta, Beto sigue con Martín.
Por el camino ven cometerse multitud de abusos y tropelías, como es de esperar que ocurra en esas situaciones: violaciones, unos matando a otros para quitarles la tarjeta, gente suicidándose con drogas ... todo un pandemónium.
Un predicador callejero, con la palabra "Dios" en inglés pintada en la espalda, le dice a la muchedumbre que en lugar de correr se arrepienta de sus pecados; llevado por la emoción en sus gestos, se le caen la Biblia y la tarjeta, y ciertamente a Beto se le abre el cielo.
Cuando llegan a las inmediaciones del refugio, que a los dos les toca el mismo, ven esparcidos por el suelo numerosos cadáveres: gente que ha intentado entrar sin tarjeta. Para poder entrar ellos, levantan las manos mostrando las tarjetas y gritando que no les disparen.
Una vez dentro, Martín encuentra a su amada y la contempla desde lejos, ya que el marido está con ella. Beto va a buscar la habitación que le ha tocado, y a saber con quién, para tres meses. Cuando la encuentra, ve que su compañera es una chica preciosa, y cuando están empezando a presentarse, dicen por los altavoces que no va a haber ataque nuclear, y que hay que desalojar el refugio.
A la salida, Beto y Martín ven muchos más cadáveres que al entrar, y entre ellos, el del predicador, boca abajo y con la palabra "Dios" todavía legible.
Sólo uno de cada doce tenía tarjeta, de manera que el gobierno ha conseguido eliminar una buena parte de la población sin tener que hacer ni la mitad del trabajo pues, teniendo en cuenta los acontecimientos que se han producido, con un par de simulacros más ya no hará falta un ataque nuclear.

### "El cerco"
La policía mata al que estaba sentado al lado de Beto en un bar. Después van a buscarlo a su casa y lo llevan a un interrogatorio para ver qué tenía que ver él con el muerto. En mitad de la tortura, entra un funcionario y se interrumpe la sesión: ya saben que nada tiene que ver él porque estaba con Mai la noche que están investigando. Beto recibirá aún más visitas y citaciones que tienen que ver con el control de su persona y con el estadístico.

### "La bomba"
A un soldado de reemplazo, después ascendido a sargento y ahora a teniente, el ejército contrario le alojó una bomba en el interior del pecho, y se halla en la ciudad esperando el resultado de unos análisis previos a la operación que le han de hacer para extirpársela. Recibe la noticia de que la operación no se va a practicar y va a ser destinado bien lejos, donde no resulte un peligro.
Normalmente lleva letreros en la ropa advirtiendo de la situación. Tras ser rehuido por todo el mundo menos por su padre y ver a su novia con otro en la cama, se quita los letreros y se dirige al ministerio de la guerra.

### "El muerto"
Antón, que ocupa una cama de un hospital, se entera de que ha de abandonarla porque no le corresponde. Beth, su novia, que lleva varios días allí con él, lo acompaña al registro para intentar aclarar la situación. Allí se enteran de que Antón está muerto porque lo dice el ordenador. Vuelven a su casa y se la encuentran ocupada por otra gente. Se acercan al trabajo por ver si allí están sus datos en orden, y ocurre lo mismo que con el ordenador del hospital. Beto, que es compañero de Antón, los encuentra allí y a la salida los acompaña al centro de registro de identidades. Allí les dicen que el margen de error en la computación es mínimo, y que habrá que rastrear toda la cadena informática sobre los datos de Antón hasta dar con el fallo, y supone un problema burocrático, así que la cosa llevará su tiempo. Le dan un resguardo provisional de identificación por si se lo pide la policía, pero no le da derecho a nada, y menos a una cama de hospital.
Ya en la calle, unos golfantes apostados cerca del centro de registro los convencen de que pague por una identidad nueva: igual que él ha sido dado por muerto, hay muertos que aún figuran como vivos, y se puede aprovechar ese enredo para urdir otro. Los conducen a un medio sótano con un tragaluz que da a la calle, y allí les dan las instrucciones. Uno de los golfantes se adelantará para avisar al que falsifica los documentos, y el otro los acompañará hasta allí. Es en un barrio muy peligroso, así que ni Antón ni Beto quieren que vaya Beth, y ella se queda esperándolos.
Cuando llegan cerca del sitio, el golfante que los ha acompañado dice que le debe dinero al falsificador y que no puede llegar hasta la casa, pero ya la tienen a la vista, y les da un papel con algo escrito para que les sirva de contraseña. Acto seguido, se esfuma.
Según se encaminan a la casa, los atracan, y Antón saca una pistola que llevaba escondida: ve entonces que uno de los atracadores es el golfante que se había adelantado para avisar al falsificador. Los atracadores huyen, y Beto y Antón corren de vuelta a buscar a Beth.
Cuando llegan a la calle del medio sótano, ven por el tragaluz que el golfante que les había hecho de guía está probando la mercancía que después habrá de ser para disfrute de los mercenarios del Perú. Antón le grita y asoma la pistola por la trampilla. Una pareja de guardias le da el alto y después dispara y lo mata. El golfante escapa.
Beto cuenta rápidamente la historia. Uno de los guardias, que había cogido el resguardo de identificación que llevaba Antón, entiende que efectivamente había sido dado por muerto, así que rompe el papel en pedazos y los deja caer encima del cadáver. Todo en orden.

### "Special Forces"
Beto se encuentra a un conocido al que no veía desde hacía mucho tiempo. Ahora es soldado profesional, "el único oficio en el que no existen los parados", está de permiso y va con el uniforme puesto. 
Durante la ronda que hacen por la ciudad Beto y el soldado (paga él), asistimos a un contraste entre las hazañas que insinúa el militar y lo que le ha pasado de verdad.
En una casa de "relax" donde se han metido por idea del soldado (paga él), éste les pregunta a las chicas después de la faena si han quedado impresionadas por su virilidad. La más joven de las dos contesta que no ha sido muy distinto de otros, y él le aplica un correctivo un tanto sangriento.
Después se van a cenar a un sitio con espectáculo picante, como casi todos los establecimientos hosteleros, y a la salida el militar sigue insistiendo en la diferencia entre los civiles y los militares; quien es especial es especial: por eso en caso de bombardeo o ataque masivo los militares tienen sus propios refugios, y no les falta plaza; ha de ser así. Si no, ¿quién va a defender a los civiles?
Un traficante sureño que evidentemente se dedica también a otros menesteres, dispara al militar y echa a correr, a pesar de ir cargado con dos morrales y llevar sandalias.
La gente se acerca al moribundo y, ya muerto, alguien le pregunta a Beto si el difunto era su amigo. A Beto le parece que no.

### "Ida y vuelta"
El capataz le dice a Beto que a partir de mañana le toca ir al torno láser y que ha de estar a las 6. En casa, Beto le cuenta a Mai que el capataz es un negrero y todo el mundo le tiene miedo. Según le está diciendo Mai que su contrato no dice que tenga que ponerse con el torno, llaman a la puerta.
Quien llega es un viejo a quien le han asignado provisionalmente vivir con Beto hasta que le salga un apartamento definitivo, y presenta la orden del ministerio. El hombre promete no ser un estorbo, y venir sólo a dormir y cuando se le diga.
Días después, la pareja pasea por la calle y Mai pregunta por el viejo Sebastián. Beto dice que el abuelo está empeñado en no molestar y ni se le nota, y que se ha deshecho de casi todo el equipaje y sólo se ha quedado con cuatro cosas que además ha prometido regalarle cuando se vaya. De momento no le asignan vivienda, ni siquiera seguir compartiendo la suya, y es que ha pasado el límite de edad, y el ministerio se desentenderá de él. 
En ese momento se encuentran al viejo haciendo cola a la puerta de un establecimiento de eutanasia. Lo sacan de allí y se lo llevan a un bar para charlar con él. Allí les cuenta que en el establecimiento le proporcionan una muerte dulce a cambio de quedarse con los órganos utilizables para venderlos a clínicas privadas, a él le asignan un dinero y después de su muerte se lo darán a quien él haya dejado dispuesto. Mai le dice que ya saben cómo funcionan esas empresas, y que por qué se quiere morir. El viejo les explica que ya no le queda familia y que en su día fue tan tonto como para no reunir unos ahorros para la vejez, y si no sirve para consumir ya no sirve para nada en esta sociedad; que en su vida no hizo lo que tenía que hacer: vivir, gozar, y dar una trompada cuando correspondiera, y ahora ya es tarde para esas cosas. Estaba antes en un asilo, pero los otros robaban comida y le echaron la culpa a él, de manera que lo expulsaron. Sabe que en principio su destino es morirse en la calle, y para eso prefiere que lo ayuden a morir. 
Beto y Mai se proponen que Sebastián empiece a pasarlo bien, aunque no pueda disfrutar tanto como si fuera joven. Lo llevan a una casa de "relax" y dan instrucciones para que lo traten con delicadeza; le sugieren que llame al asilo diciendo que hay una bomba, lo hace y se lo pasa en grande viendo a los otros en la calle pelándose de frío, y se propone hacerlo un par de veces más. Lo llevan también a un establecimiento donde le hacen vivir un crucero por el Pacífico mediante drogas y bombardeo de imágenes en el cerebro, de manera que en veinte minutos hace un viaje de dos meses...
Una noche, ya muy tarde, llaman a la puerta. Alguien viene de parte de la empresa de eutanasia y entrega una carta de Sebastián para Beto y Mai. 
Al día siguiente, al capataz le sopla su compinche que Beto Benedetti acaba de llegar, y ya son las ocho y media. Desde su torreta, el capataz se dispone a soltar una reprimenda, pero lo que ve allí abajo es un esplendoroso corte de mangas por parte de Benedetti.